# Henri-Frédéric Amiel
Henri-Frédéric Amiel (Ginebra, 27 de septiembre de 1821-Ginebra, 11 de mayo de 1881) fue un filósofo, moralista y escritor suizo, autor de un célebre Diario íntimo.

## Biografía
Descendía de una familia hugonote que se había trasladado a Suiza después de la revocación del Edicto de Nantes. Era el hijo primogénito del comerciante Henri Amiel y de Caroline Brandt. Dos tragedias familiares marcaron su infancia: la muerte de su madre por tuberculosis cuando contaba apenas once años y, dos años más tarde, el suicidio de su padre. Así pues, con trece años y dos hermanas pequeñas, Fanny y Laura, fueron recogidos por su tío Frédéric Amiel y su esposa Fanchette, ya padres de cinco hijos. Esta estancia duró siete años.
Tras emprender estudios en su villa natal, viajó por Suiza, Italia, Francia y Bélgica. Muy dotado para el estudio, le enviaron a Alemania a cursar Filosofía en la Universidad de Heidelberg, donde permaneció nueve meses, y los terminó en la de Berlín en 1848, teniendo entre sus profesores a Friedrich Schelling en filosofía y a Friedrich Eduard Beneke en psicología. También estudió teología y filología. Durante sus viajes trabó amistad con prestigiosos intelectuales europeos. En 1849 fue designado profesor de estética en la Academia de Ginebra gracias a su estudio Du Mouvement littéraire dans la Suisse romande et de son avenir; desde 1854 hasta su muerte tuvo la cátedra de filosofía moral. Estos cargos, conferidos por el partido demócrata, le hicieron perder el apoyo del partido aristocrático, que dominaba casi toda la vida cultural de la ciudad. 
Este aislamiento inspiró el libro por el cual todavía es conocido, las diecisiete mil páginas en doce volúmenes de su Journal intime (‘Diario íntimo’), escrito entre 1839 y 1881 y publicado póstumamente en un epítome de quinientas páginas y dos volúmenes por su amigo Edmond Schérer (1884). Esta obra, en versiones más o menos incompletas, dio a su autor fama en toda Europa y ejerció mucha influencia sobre otros autores que cultivaron el género, por ejemplo León Tolstoy. Empezó a escribirlo atormentado «por la eterna desproporción entre la vida soñada y la vida real» y armado de un bisturí crítico despiadado, que ejerció con la obsesión de conocerse a sí mismo hasta el masoquismo. «Nada se parece tanto al orgullo como el desánimo», escribió.
Su Diario obtuvo una simpatía que el autor no halló en vida. Filosóficamente fue un indeciso; osciló entre el pesimismo y el idealismo alemán más exaltado. En cuanto a política, dejó escrito que «lo que gobierna a los hombres es el miedo a la verdad». En L'escalade de 1602 (1875), Charles le Temèraire (1876), Romancer historique (1877) y Jour à jour (1880) se observa cuánto influyó en él el pesimismo. Además, produjo varios volúmenes de poesía de una vaga espiritualidad: Grains de mil (1858), Pensieroso (1858) y La part du Rève (1863 y 1876). Su obra más popular fue, sin embargo, una canción patriótico-militarista: Roulez, tambours! (1857). 

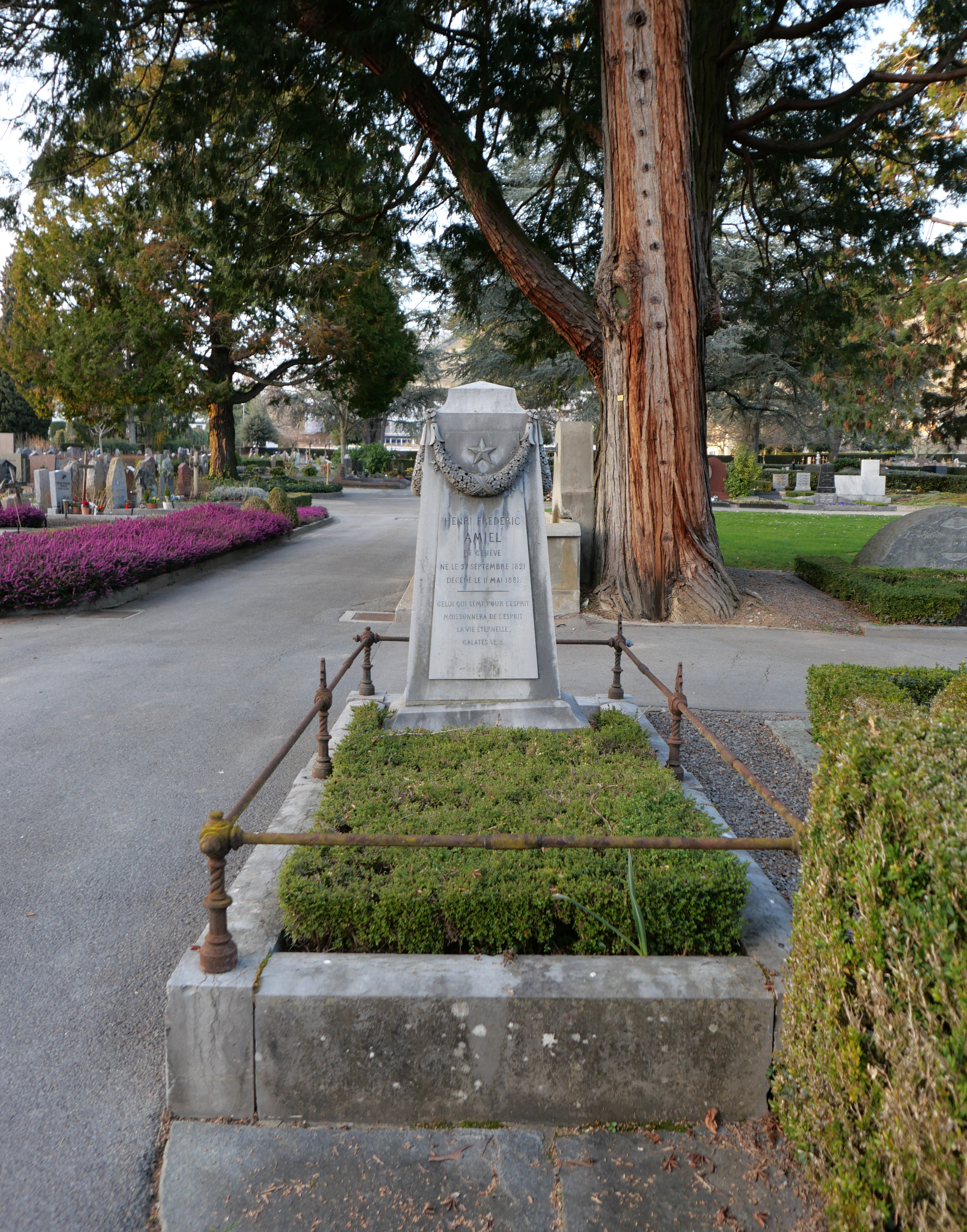
La tumba en 2024.

Escribió ensayos sobre Erasmo, Madame de Staël y otros escritores, pero en este terreno tuvo particular éxito un libro más modesto, J. J. Rousseau jugé par les genevois d'aujourd'hui (1879). También tradujo correctamente a poetas alemanes en Les etrangéres (1876).

Amiel fue enterrado en el cementerio de Clarens en el cantón de Vaud. La lápida lleva una cita de la Epístola a los Gálatas 6,8: 
"CELUI QUI SEME POUR L'ESPRIT MOISSONERA DE L'ESPRIT LA VIE ETERNELLE". ("El que siembra para agradar al Espíritu, del Espíritu segará vida eterna").

## Obras
- Berlin au printemps de l’année 1848 (1849)
- Du mouvement littéraire dans la Suisse romande et de son avenir (1849)
- Grains de mil (1854), poemas y pensamientos.
- Il penseroso (1858), poemas y máximas.
- La Cloche (1860), poema de Schiller
- La Part du rêve (1863), nuevos poemas.
- L’Escalade de MDCII (1875), balada histórica.
- Charles le Téméraire (1876), romancero histórico.
- Les Étrangères (1876), poemas traducidos de diversas literaturas.
- L’Enseignement supérieur à Genève depuis la fondation de l’Académie depuis le 5 juin 1559 (1878)
- Jean-Jacques Rousseau jugé par les Genevois d’aujourd’hui (1879)
- Jour à jour (1880), poemas íntimos.
- Fragments d’un journal intime (1884, 1887, 1923, 1927)
- Philine (1927), fragmentos inéditos del Journal intime
- Lettres de jeunesse (1904)
- Essais, critiques (1931) (reimpresos en 2006)